# Cultura da Bahia

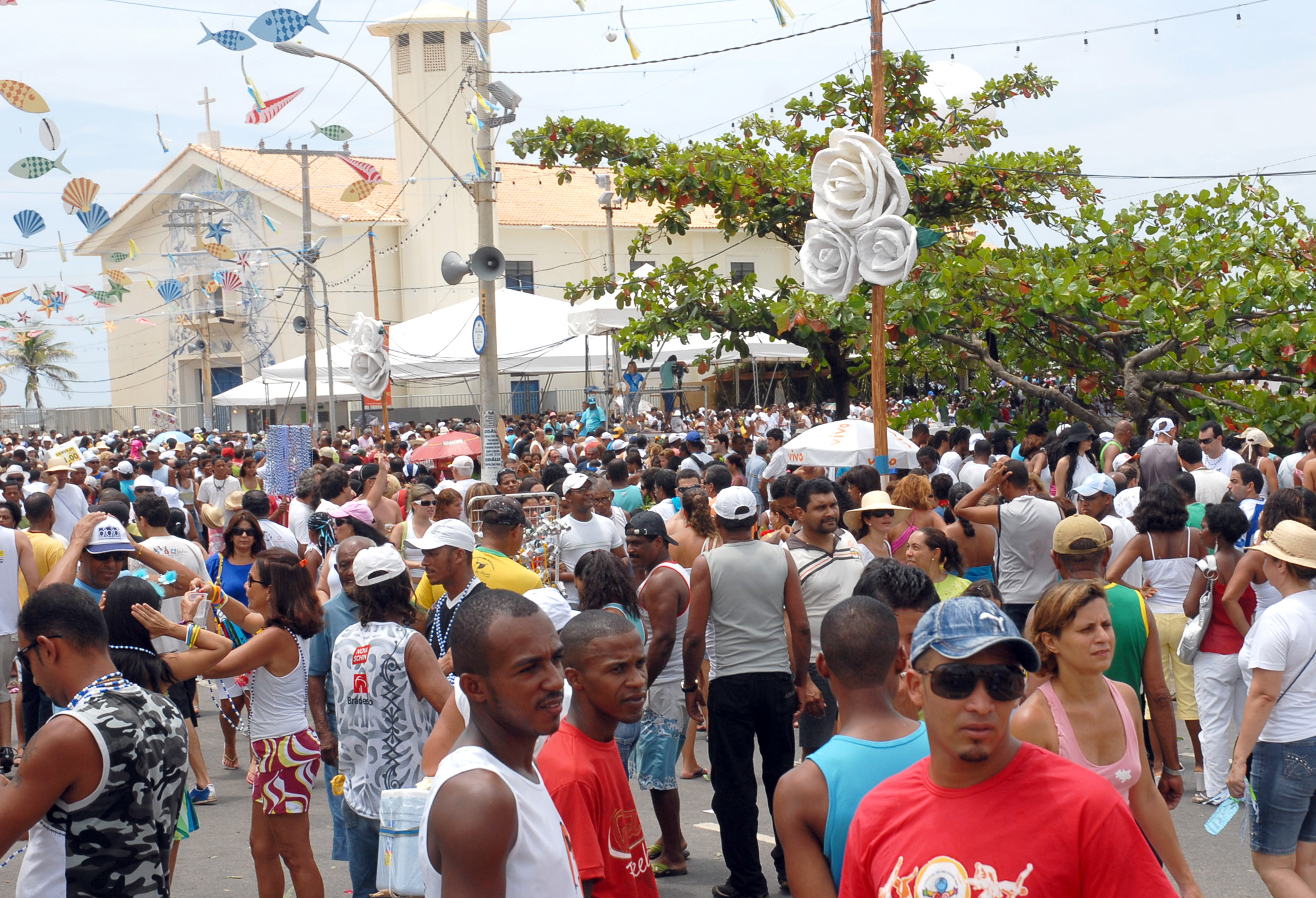
A tradicional festa de Iemanjá no bairro soteropolitano do Rio Vermelho, em 2008.

A cultura da Bahia é uma das mais ricas e diversificadas do Brasil, sendo o estado considerado um dos mais ricos centros culturais do país, conservando não apenas um rico acervo de obras religiosas, arquitetônicas, mas é berço de típicas manifestações culturais populares, quer na culinária, na música, e em praticamente todas as artes.
A Bahia tem seus expoentes, suas características próprias, resultado da rica miscigenação entre o indígena nativo, o português colonizador e o negro escravizado. Nessa imensa vastidão cultural, entre as principais manifestações culturais estão o carnaval de Salvador, a festa da Independência da Bahia, as festas juninas no interior, em especial a guerra de espadas em Cruz das Almas e em Senhor do Bonfim, a lavagem do Bonfim, a Festa de Santa Bárbara, a Festa de São Sebastião, a festa de Iemanjá, Festa do Vaqueiro e muitas outras. Na Bahia, ainda há espaço para um provérbio, a um tempo jocoso e sério, que retrata a índole do seu povo: "O baiano não nasce, estreia" e a chamada baianidade, expressão frequentemente usada para definir características de vida dos baianos. Ainda há o baianês, modo de falar todo próprio do baiano.

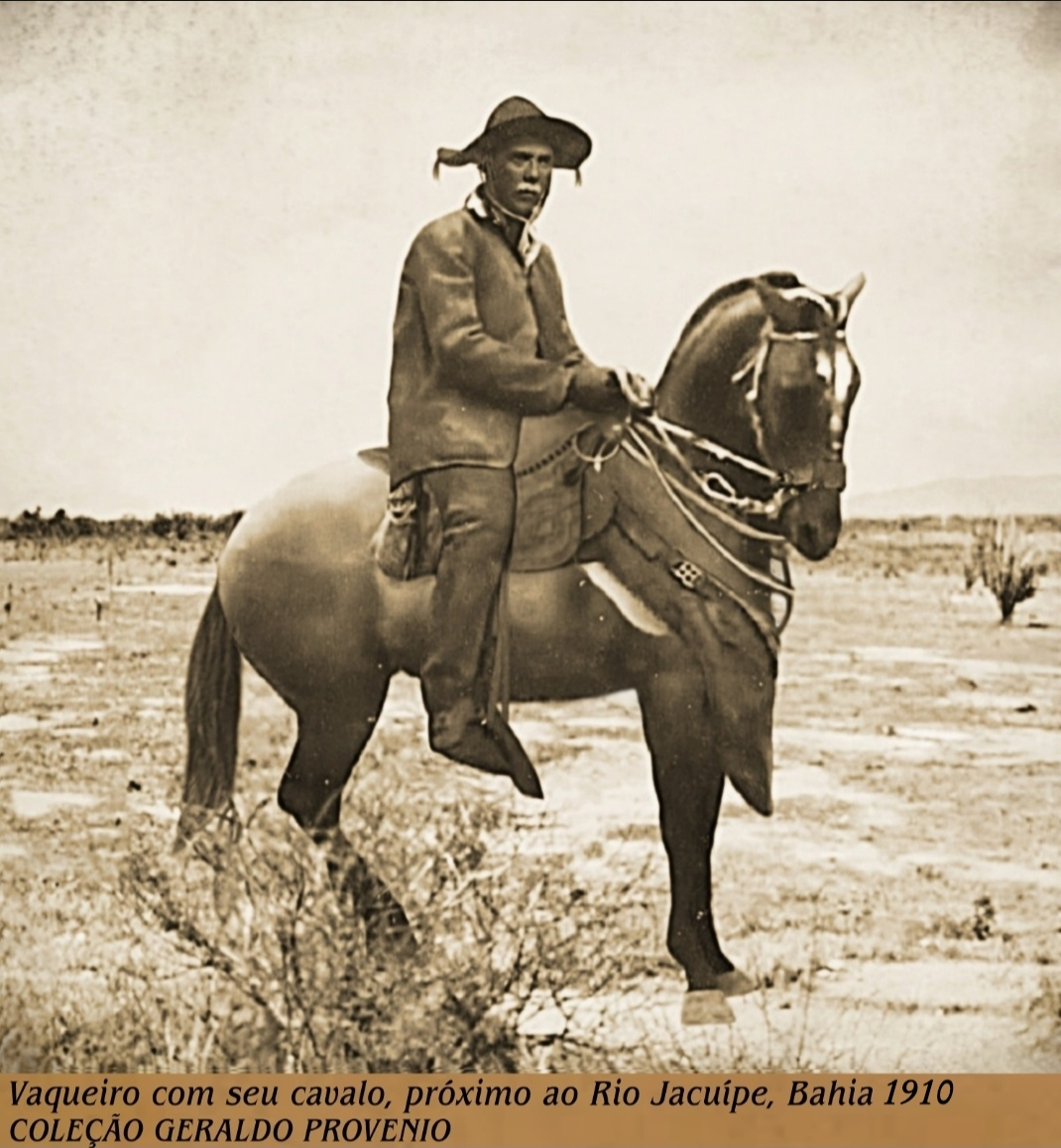
Vaqueiro baiano em 1910.

A cultura do interior da Bahia, é a cultura sertaneja, cultura interiorana marcada pela cultura do couro, culinária da região, festas e manifestações rurais e o vaqueiro, que lida com o gado no sertão baiano desde 1550 onde surgiu durante o povoamento e avanço da pecuária para o interior do estado, foi a primeira fixação do homem no interior da Bahia e de todo interior do Nordeste brasileiro. O vaqueiro foi o grande responsável por formar a cultura sertaneja do estado.

## Cultura erudita

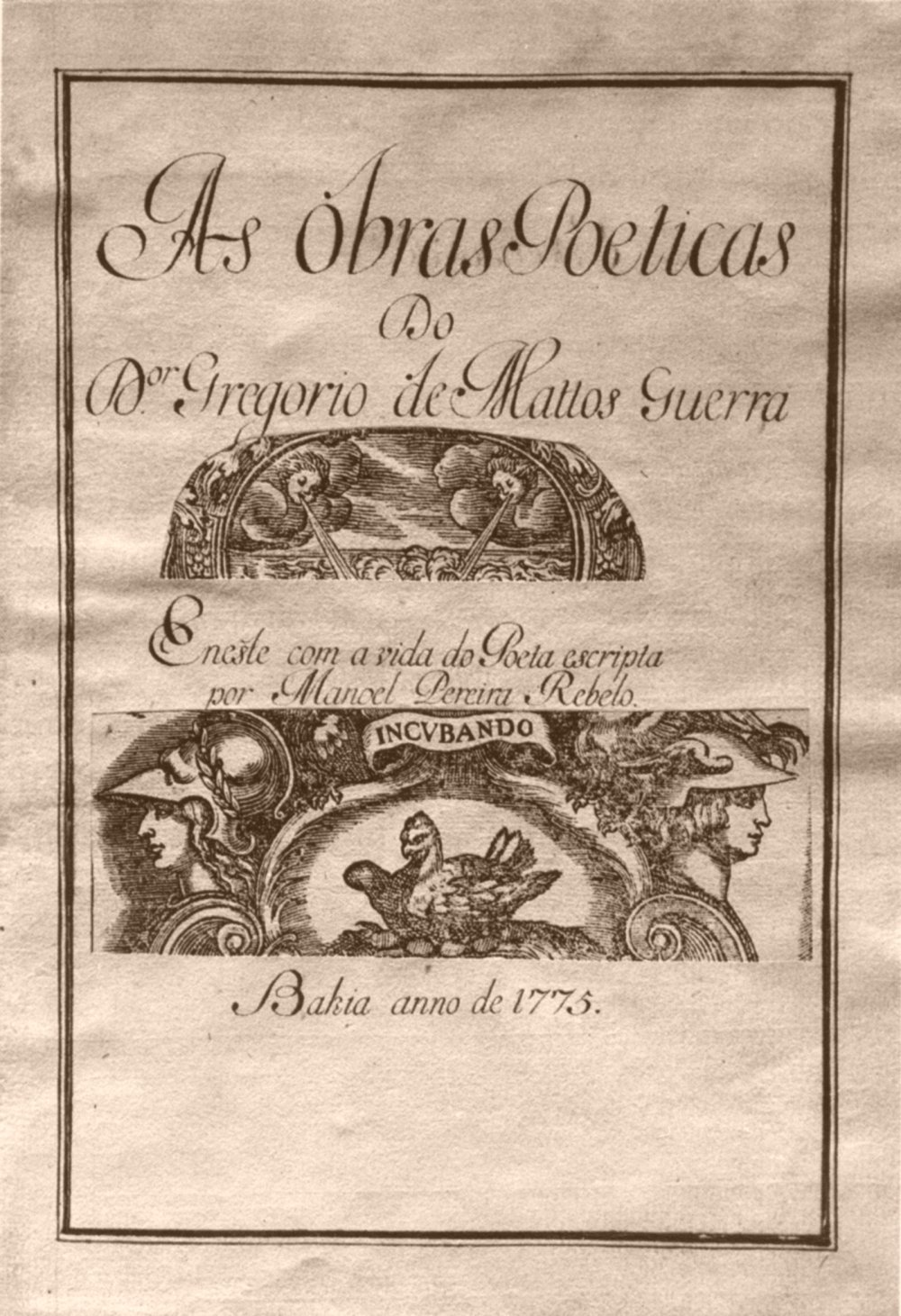
Frontispício de edição de 1775 dos poemas de Gregório de Matos.

Na Bahia nasceu o primeiro historiador do Brasil, Frei Vicente do Salvador. Ainda como Colônia, os versos de Gregório de Matos repercutiam qual dardos, dono de rimas tão ferinas que lhe renderam a imortalidade com o epíteto de "Boca do Inferno".
Lugar da primeira Faculdade de Medicina do país (Faculdade de Medicina da Bahia da Universidade Federal da Bahia), foi berço de nomes que se destacaram no cenário nacional, tais como Afrânio Peixoto, Oscar Freire, Edgard Santos, Antônio Rodrigues Lima, Juliano Moreira, etc.
Do Direito e Educação surgiram nomes como Ruy Barbosa, Teixeira de Freitas, Anísio Teixeira, Antônio Luiz Machado Neto, Aliomar Baleeiro, Orlando Gomes, Nestor Duarte e, caindo para a literatura, Castro Alves, o "Poeta dos Escravos", autor de um dos mais conhecidos trabalhos da literatura brasileira: O Navio Negreiro.
Na Engenharia, Teodoro Sampaio teve um importante papel na geografia e da geologia no Brasil.

## Música

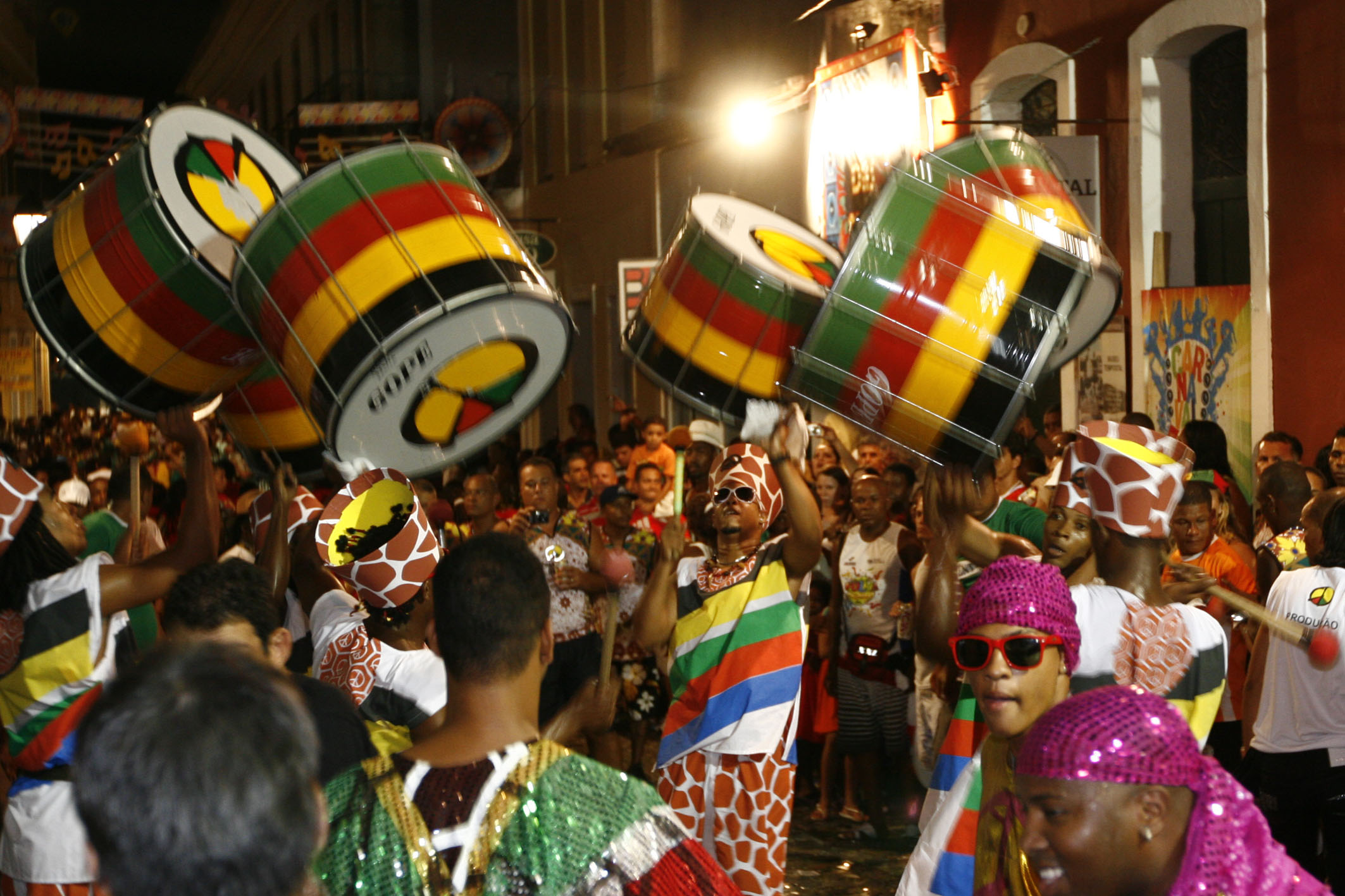
Olodum com seus tambores no Carnaval de Salvador de 2010.

Já era a Bahia, em particular Salvador, sua capital, a maior cidade das Américas durante vários séculos, um dos principais centros comerciais do Novo Mundo. Das raízes negras brotou o samba de roda, seu filho samba e outros tantos ritmos, movidos por atabaques, berimbaus, marimbas e outros instrumentos africanos.
Xisto Bahia, levando os ritmos e mesmo poetas (como Plínio de Lima), descobre o novo meio e grava o primeiro disco brasileiro. E experimenta o sucesso internacional com Dorival Caymmi.
Do rock ao tropicalismo, de Raul Seixas a Caetano Veloso, infinitos nomes desfilam mundo afora, como João Gilberto, Gilberto Gil, Dorival Caymmi, Gal Costa, Maria Bethânia, Tom Zé.

### Carnaval
Foi no Carnaval que o baiano encontrou-se com o mundo: Em 1950 Dodô e Osmar inventam o Trio Elétrico, e atrás dele "só não vai quem já morreu", como fala um trecho da música de Caetano Veloso, que acabou popularizando o trio por todo Brasil.
Um novo cenário foi descortinado, revelando artistas e grupos musicais: Moraes Moreira, Luiz Caldas (que acabou tendo um importante papel, revelando para o Brasil um novo ritmo que difundiu por todo país, o axé music), Chiclete com Banana, É o Tchan!, Daniela Mercury, Margareth Menezes, Ivete Sangalo, etc.
O negro reconquista sua identidade, e ganha força nos Filhos de Gandhi, o Olodum une música ao trabalho social.

## Culinária

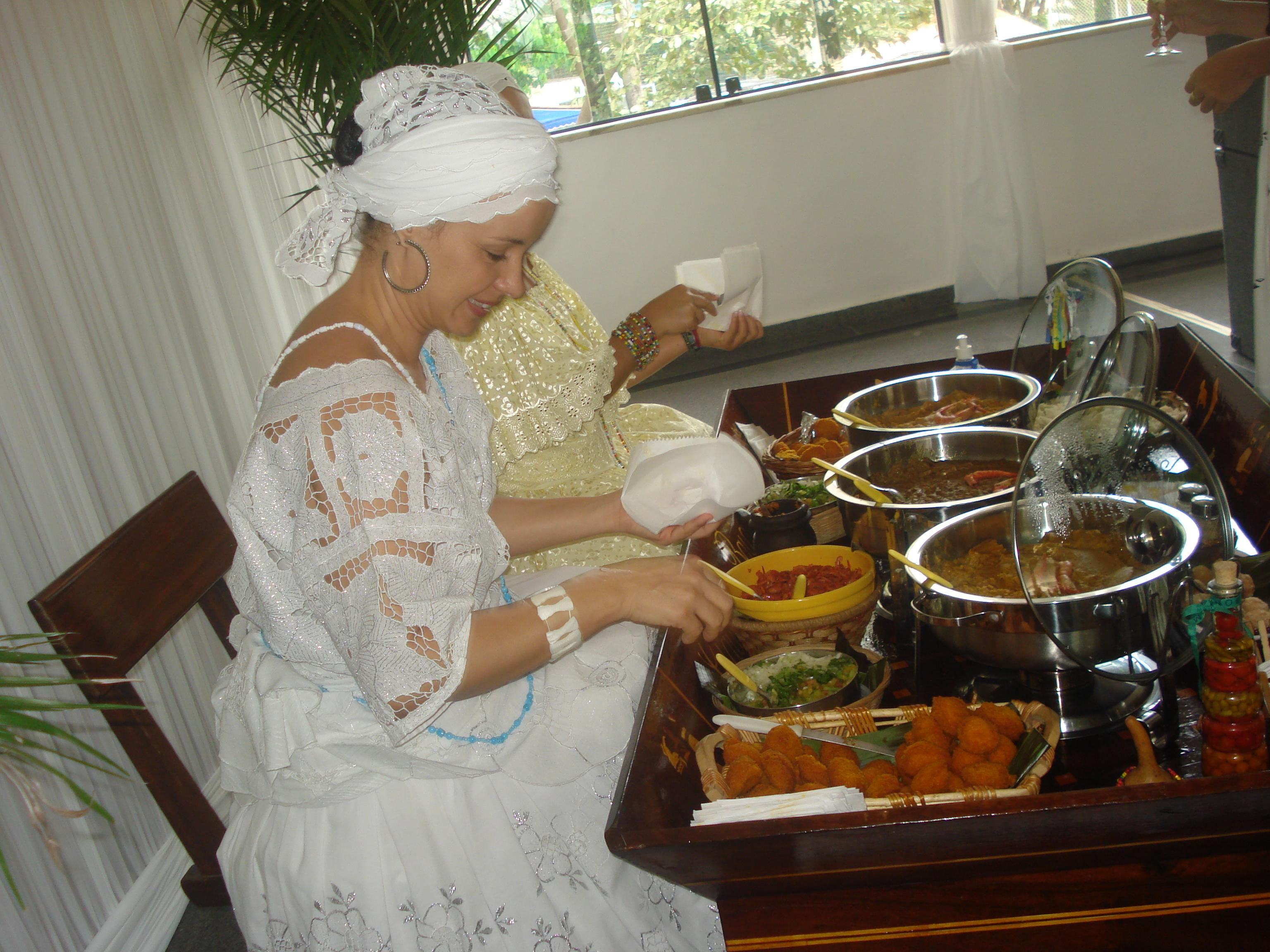
Tabuleiro da baiana de acarajé com exemplares das gastronomias africana e afro-baiana.

A culinária da Bahia é uma das mais diversas do Brasil, tendo diversas variações pelo estado, a variação mais famosa da culinária baiana é a de Salvador e Recôncavo, culinária muito influenciada por ingredientes e temperos oriundos da África; do Candomblé ou do tabuleiro da baiana brotam o acarajé, o abará, o vatapá e tantos pratos temperados pelo quiabo, azeite de dendê e as pimentas, festejando aos santos (muitas comidas são oferendas aos orixás), como o caruru ou festejando a vida, como a moqueca, a Bahia tem sempre um quindim a despertar o paladar.

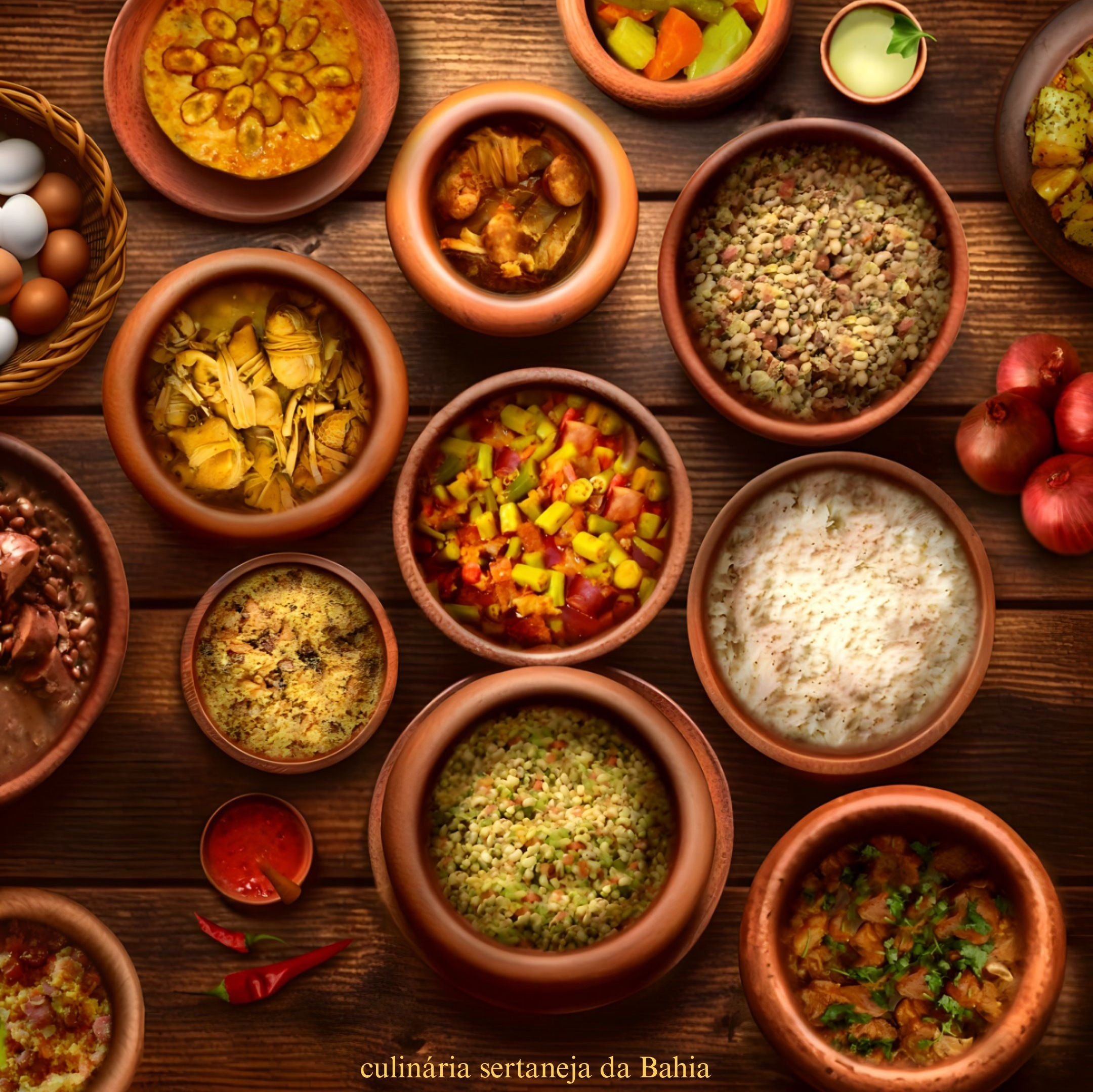
Culinária sertaneja baiana.

Destaca-se também a culinária sertaneja, a culinária do interior do estado da Bahia, que consegue ser muito diversa e está presente por todo estado, onde tem diversos pratos típicos que compõem a essa gastronomia, sendo muito consumida no dia a dia dos baianos. A diferença entre a culinária sertaneja e a culinária de Salvador e recôncavo, é que a culinária sertaneja não costuma levar o dendê e muitos frutos do mar como ingrediente, e consegue ser uma culinária mais "própria" devido a sua mistura, com ingredientes de origem europeia, africana, indígena e árabe, o mininico de carneiro por exemplo, um dos pratos mais consumidos na culinária sertaneja baiana, é de influência árabe.

## Teatro
No Teatro baiano, há várias peças conhecidas: A Bofetada, Vixe Maria! Deus e o Diabo na Bahia!, Siricotico - Uma comédia do balacobaco, Los Catedrásticos, Os Cafajestes, O Indignado. Além delas, há as companhias de teatro: Cia Baiana de Patifaria, Bando de Teatro Olodum, Cia Cuca de Teatro, Cabriola Cia de Teatro, Arte Sintonia Companhia de Teatro, dentre outras mais. Com isso o teatro ficou rico, revelando atores como Lázaro Ramos, Wagner Moura, Luís Miranda, Érico Brás, João Miguel, Tânia Toko, Zéu Brito, Fabrício Boliveira, Emanuelle Araújo etc.

## Personalidades
A Bahia é o berço de personalidades nacionais e internacionais os quais contribuíram para a história baiana e brasileira, abaixo um breve resumo detalhado:
- O jurista Augusto Teixeira de Freitas, responsável por um dos esboços do código civil brasileiro que influenciou os códigos civis da Argentina, do Paraguai e do Uruguai.
- O escritor Jorge Amado, que é um dos escritores com mais livros traduzidos no mundo.
- O poeta abolicionista Castro Alves, autor do poema O Navio Negreiro.
- O educador Anísio Teixeira, difusor dos pressupostos do movimento da Escola Nova.
- O cantor e compositor Dorival Caymmi, um dos primeiros artistas a cantar suas próprias canções numa época em que os intérpretes de rádio reinavam.[15]
- O cantor, ator e compositor Xisto Bahia, responsável pela 1ª música gravada do Brasil, "Isto É Bom".[16][17]

Na pintura, destaca-se o famoso Mário Cravo com obras espalhadas pelo Brasil, além de Carybé (radicado na Bahia), Sante Scaldaferri, Lucília Fraga, Prisciliano Silva, Genaro de Carvalho e Mendonça Filho.
Na música, os exemplos mais conhecidos são João Gilberto (criador da Bossa Nova), Gilberto Gil, Caetano Veloso, Maria Bethânia, Gal Costa, Tom Zé, Assis Valente, Simone, na MPB; Margareth Menezes, Daniela Mercury, Ivete Sangalo no axé; Raul Seixas, Pitty, Pepeu Gomes, Marcelo Nova e Dinho, do Mamonas Assassinas, no rock; no brega, Anísio Silva e Waldick Soriano; era baiano Xisto Bahia, o primeiro cantor a ter sua obra gravada em disco no país, como também é da Bahia um dos maiores estudiosos de nossa música popular, Ricardo Cravo Albin. Em função disso, surgiu a ideia do Dicionário Cravo Albin da Música Popular Brasileira que leva o seu nome, o único exclusivamente dedicado à música popular do Brasil, iniciado em 1995 pela Pontifícia Universidade Católica do Rio de Janeiro (PUC-Rio), através do Departamento de Letras, e a Livraria Francisco Alves Editora, e tendo o apoio técnico da IES - Informática e Engenharia de Sistemas.
Nos esportes, destacam-se Tony Kanaan (campeão da Fórmula Indy), Dida, o ex-goleiro da Seleção de Futebol, jogador de futebol da seleção brasileira e atualmente no Barcelona Daniel Alves, Popó, pugilista campeão mundial em duas categorias do boxe, os ex-lutadores de MMA Antônio Rodrigo Nogueira e seu irmão gêmeo Antônio Rogério Nogueira e Lyoto Machida, Ricardo, formando dupla com Emanuel, conquistaram a inédita medalha de ouro nas Olimpíadas de Atenas-2004 no vôlei de praia,  os ex-jogadores de futebol da seleção brasileira tetra campeã Bebeto e penta Edílson e Vampeta, o medalhista olímpico e campeão mundial de canoagem Isaquias Queiroz, a lutadora de MMA campeã em duas categorias diferentes de peso Amanda Nunes, etc.
Nas artes cênicas (teatro, cinema e televisão) estão importantes atores como Lázaro Ramos, Priscila Fantin, Wagner Moura, João Miguel, Regina Dourado, Fábio Lago, Zéu Britto, Giovanna Gold, Othon Bastos, Antonio Pitanga, o humorista Claudio Manoel e o cineasta Glauber Rocha.
Dentre modelos, pode-se citar Adriana Lima, Ingra Liberato, esta última também atriz, e a eterna Miss Brasil Martha Rocha e a miss Universo 1968 Martha Vasconcellos.
Na política, desde os tempos do Império, diversos baianos se destacaram no cenário nacional, como o Marquês de Abrantes, Visconde do Rio Branco, Luís Viana, Cezar Zama, Hermes Lima, Antônio Carlos Magalhães, Antônio Carlos Magalhães Neto, Newton Cardoso e o ex-presidente Itamar Franco, dentre outros tantos.
Na literatura, é grande a contribuição cultural baiana, desde os inícios das letras no país, com Gregório de Matos e Frei Vicente do Salvador; Castro Alves, Jorge Amado,Afrânio Peixoto, Dias Gomes, Luís Gama, Adonias Filho, João Ubaldo Ribeiro e muitos outros.
Na geografia, Teodoro Sampaio e Milton Santos são expoentes do estado.